# ブルーノ・トウシェク
ブルーノ・トウシェク（Bruno Touschek, 1921年2月3日 - 1978年5月25日）は、オーストリア生まれのイタリアで活躍した物理学者。電子-陽電子衝突型加速器の開発者である。

## 経歴
ウィーンで生まれた。母親はユダヤ人である。ウィーン大学に入学するが第二次世界大戦が終わるまでは、ナチスによる差別のため学業を続けられず、1945年には強制収容所に入れられている。
1946年にゲッティンゲン大学を卒業し、マックス・プランク研究所に入った。1947年からイギリスのグラスゴー大学に移り、講師を務めた。
1952年にイタリア核物理研究所（Istituto Nazionale di Fisica Nucleare）に研究職をえてローマに移り、フラスカーティ研究所に講座をえた。

## 衝突型加速器
1960年に電子、陽電子の衝突リングを提案し、直径160cm、エネルギー200MeV のAdA（Annell di Accumulazione: = Strage Ring の意味と、トウシェクのおばさんの名とかけている）と呼ばれるコライダーを、翌年完成させた。より高いエネルギーを得ることができるため、衝突型リングは高エネルギー加速器の主流となった。